# Watertoren

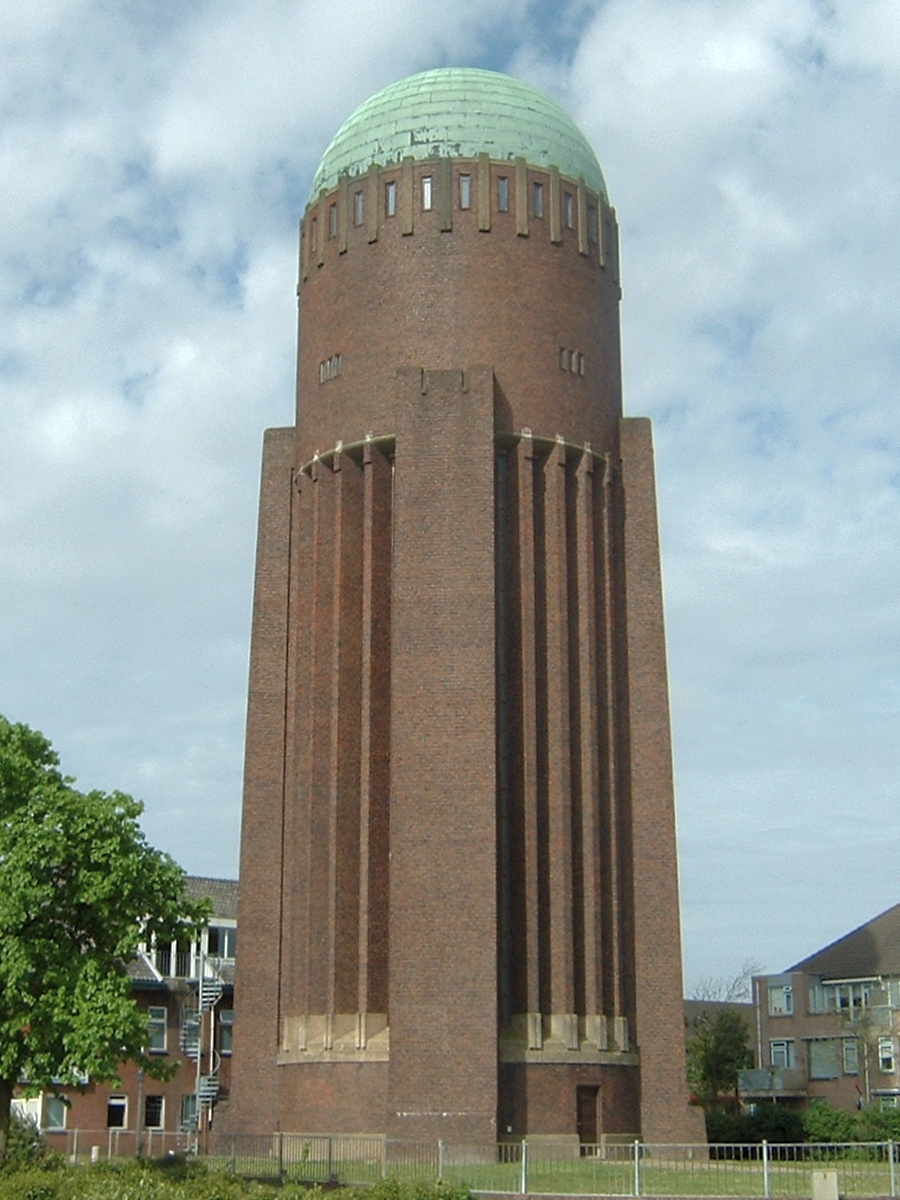
Watertoren in Naaldwijk

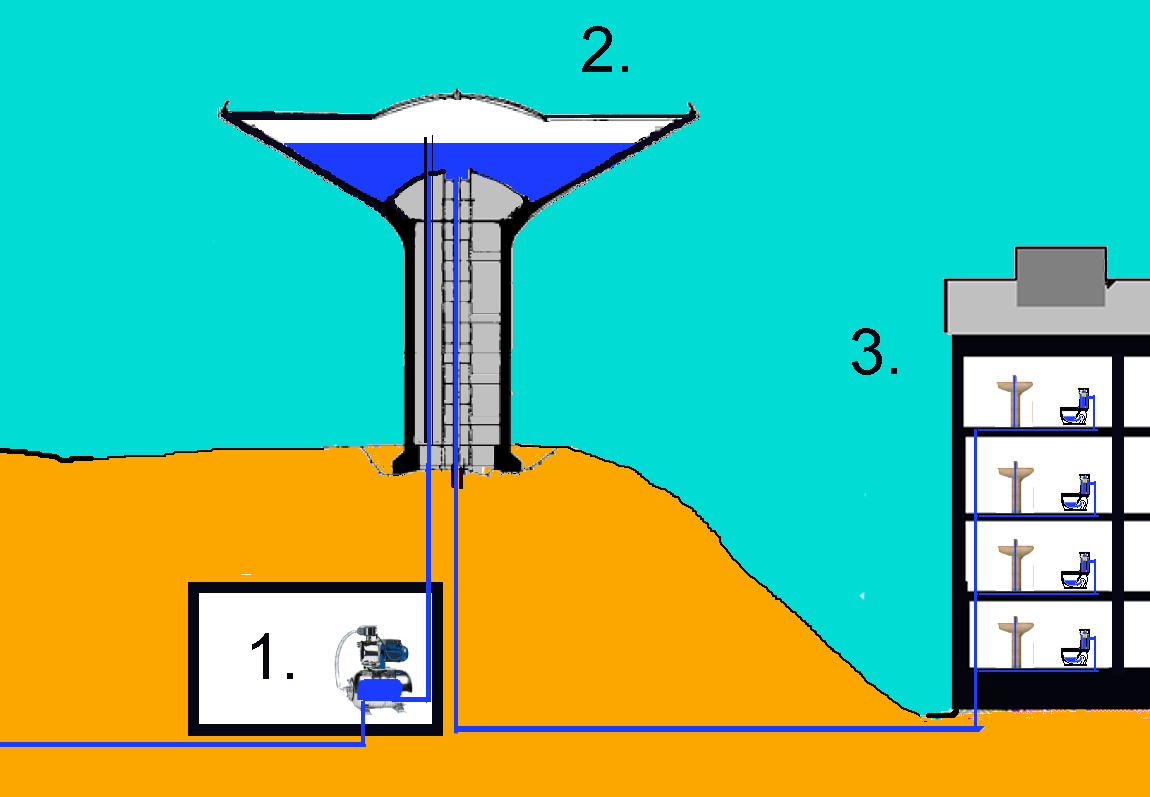
Schema watervoorziening door watertoren
1 = pomp
2 = reservoir
3 = verbruikers

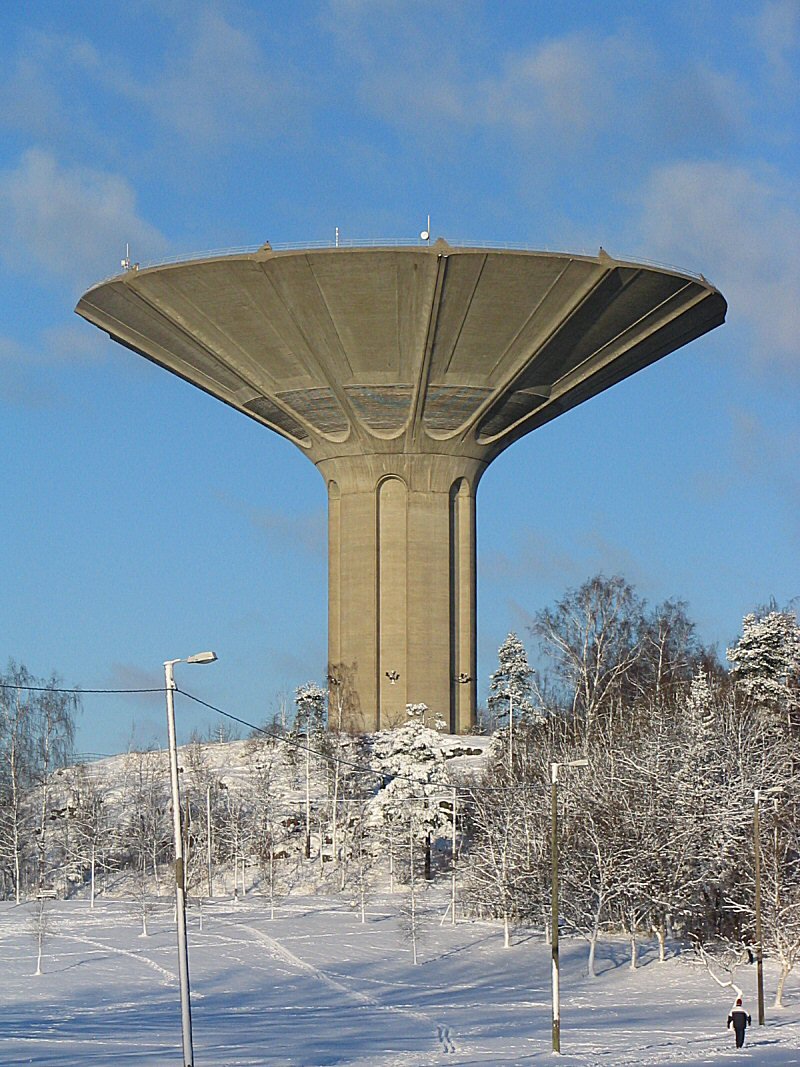
Watertoren in Helsinki: 52 m hoog en een inhoud van 12.000 m³ (met dit formaat kan een stad van 100.000 inwoners een dag van water worden voorzien)

Een watertoren is, in de meeste gevallen, een torenachtig gebouw met bovenin een waterreservoir.
Door de hydrostatische druk blijft de druk in het waterleidingnet constant. De druk is evenredig met het peil van het water: voor iedere tien meter stijgt de druk met ca. 10 N/cm² (ofwel 100 kilopascal).
Bij waterleidingbedrijven is het nog steeds gebruikelijk de druk uit te drukken in 'meter waterkolom' (mwk); de afleverdruk (en dus de hoogte van de watertoren) is ongeveer 30 meter waterkolom. Bij een te hoge druk, meer dan 40 mwk, zouden de leidingen en kranen kunnen gaan lekken, bij minder dan 20 mwk komt er een te laag debiet uit de kraan. Die hoogte is inclusief een eventuele natuurlijke verhoging waarop de watertoren is gebouwd.

## Plaatsing en inhoud
Het volume van het water in een watertoren moet voldoende zijn om bij pieken in het verbruik te bufferen. Dit kan bijvoorbeeld gebeuren in de rust van een voetbalwedstrijd als iedereen tegelijk het toilet doorspoelt, bij een incident zoals een grote leidingbreuk of een stroomstoring of bij een zeer grote afname, bijvoorbeeld bij brand. De druk in het leidingnet wordt uitsluitend bepaald door de hoogte van het waterniveau, niet door het volume.
Vanwege de hoge prijs van watertorens en het opvallende karakter in veel landschappen werden watertorens vaak op een zo hoog mogelijke locatie in het landschap geplaatst om zo de benodigde grootte te beperken. Om toch voldoende buffer te hebben wordt er soms een reinwaterkelder onder gebouwd als buffer. Er wordt dan continu water van de reinwaterkelder naar het reservoir in de watertoren gepompt.
De inhoud van watertorens loopt gewoonlijk uiteen van enkele tientallen kubieke meters tot meer dan 5000 kubieke meter, met uitschieters tot boven de 10.000 kubieke meter. Vrijstaande watertorens variëren in hoogte van enkele meters tot 143 meter. Door de vaak forse afmetingen en het karakteristieke uiterlijk zijn veel watertorens een beeldbepalend element in hun omgeving. De hoogste Nederlandse watertoren staat in Emmeloord en is 65,30 meter hoog. De hoogste watertoren van België en met zijn 143 meter tevens de hoogste watertoren ter wereld, is de Watertoren van Mechelen-Zuid (stad Mechelen).

## Geschiedenis

### Algemeen
Met name in Duitsland en de Verenigde Staten zijn in de periode van plm. 1860 tot 1920  ook wel watertorens gebouwd langs spoorwegen en bij fabriekscomplexen. Deze dienden om stoomlocomotieven en stoommachines van water voor in hun stoomketel te kunnen voorzien. Deze torens en op stellages gebouwde watertanks worden in dit artikel verder niet  behandeld. 

### Nederland
De oudst bekende watertoren van Nederland is die van Paleis Soestdijk. Deze toren, die de fonteinen van het paleis van water voorzag en thans dienstdoet als museumwinkel, werd gebouwd rond 1680. De eerste watertoren van Nederland die deel uitmaakte van het drinkwaterdistributienetwerk was de watertoren van Den Helder, gebouwd in 1856. Het waterleidingnet in Amsterdam was ouder, maar gebruikte nog geen watertorens. Enkele grote steden volgden het voorbeeld. Na de cholera-epidemie van 1866 ontdekte men dat daar waar schoon drinkwater beschikbaar was, de ziekte veel minder voorkwam dan waar dat niet het geval was. Dit gaf de aanzet tot het aanleggen van meer waterleidingnetten en dus tot het bouwen van meer watertorens.
Er waren in Nederland circa 260 watertorens. Dat is teruggelopen tot ca. 170, de helft daarvan is nog in gebruik. Watertorens in bijvoorbeeld Amsterdam en Utrecht worden nog gebruikt. Veel anderen kregen  een nieuwe bestemming, bijvoorbeeld als woning, hotel of restaurant.
De functie van watertorens is vaak overgenomen door een regelsysteem met frequentiegeregelde pompen. Pompen hebben als nadeel dat ze kunnen uitvallen als er een elektriciteitsstoring is, terwijl dit met een klassieke watertoren niet het geval is. Overigens is dit ook maar relatief; de watertoren aan de Hofstede de Grootkade in Groningen had zonder toevoer een capaciteit om nog ca. 15 minuten water te kunnen leveren. Wegens de wettelijke leveringsplicht hebben de drinkwaterbedrijven voorzieningen zoals dieselpompen of noodstroomsystemen om de gevolgen van een storing te beperken. De afwezigheid van een buffervoorraad maakt echter dat een leidingbreuk in de hoofdwaterleiding direct merkbaar is voor iedereen die is aangesloten.
Van de watertorens die er nog staan hebben de meeste de status van rijksmonument. Enkele architecten van watertorens in Nederland waren:
- N. Biezeveld
- J.A. Mulock Houwer
- Hendrik Sangster
- Jan Schotel
- J. Visser
- H. Vriens

Ook breder actieve architecten als Roelof Kuipers en Jos Wielders hebben watertorens ontworpen.

## Technische ontwikkelingen
De eerste watertoren in Den Helder had een open reservoir van gietijzer en geen buitenwand. Deze toren was daardoor gevoelig voor vervuiling en bevriezing in de wintermaanden. Ook was het reservoir zwaar. Later werden de reservoirs van smeedijzer gemaakt, dat sterker is en waarmee gewicht kon worden bespaard ten gunste van het volume.
De bodem van het reservoir was aanvankelijk vlak. Later werden zogenaamde 'hangbodems' toegepast, die extra volume boden en het gewicht naar de rand afleidden. Ook werden reservoirs gebouwd met bodems, die net als de bodem van een fles, een holling hebben. Deze constructie heeft een extra voordeel: de afdichting tussen bodem en wand is beter, doordat de bodem door de druk van het water tegen de wand wordt gedrukt in plaats van er vanaf getrokken. Ook kan de bodem dunner zijn. Ook wordt, net als bij de hangbodem, het gewicht van het water door de vorm van de bodem gelijkmatig over de rand van het reservoir verdeeld. De bodem draagt dus het gewicht van het water in het reservoir en er zijn geen extra constructies nodig om het gewicht naar de dragende delen rondom de toren af te leiden. Een nadeel van deze constructie is het kleinere volume. Om die reden heeft men later de vorm aangepast, zoals in het vierde van onderstaande figuren is weergegeven.

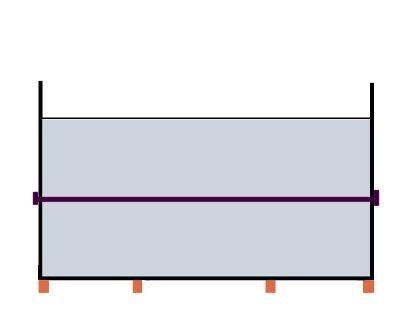
Vlakbodem
Hangbodem
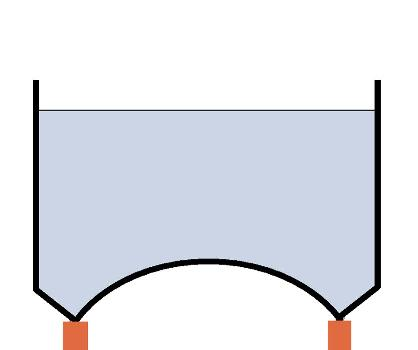
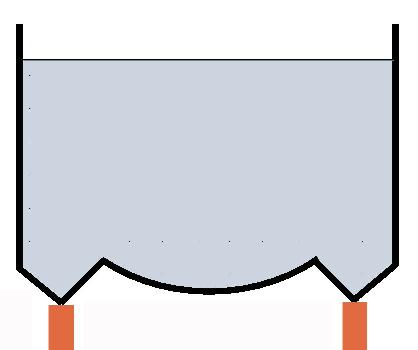

In de Verenigde Staten en ontwikkelingslanden zijn nog watertorens aanwezig op hoge gebouwen en woningen. Zonder gebruik van watertorens zou de druk op het waterleidingnet die nodig is om de 40e of hogere verdiepingen te bereiken, een te hoge permanente druk op de leidingen beneden veroorzaken. Daarom regelen deze flats hun watervoorziening zelf: met eigen pompen zorgen ze ervoor dat de tanks op het dak vol komen. De bovenhelft ervan wordt voor dagelijks gebruik benut, de onderhelft voor bluswater voor de brandweer, mocht een deel van het gebouw in brand staan. Veel torens op het dak worden uit zicht gehouden. Er zijn ook hydrofoorsystemen die zonder toren kunnen.

## Fotogalerij

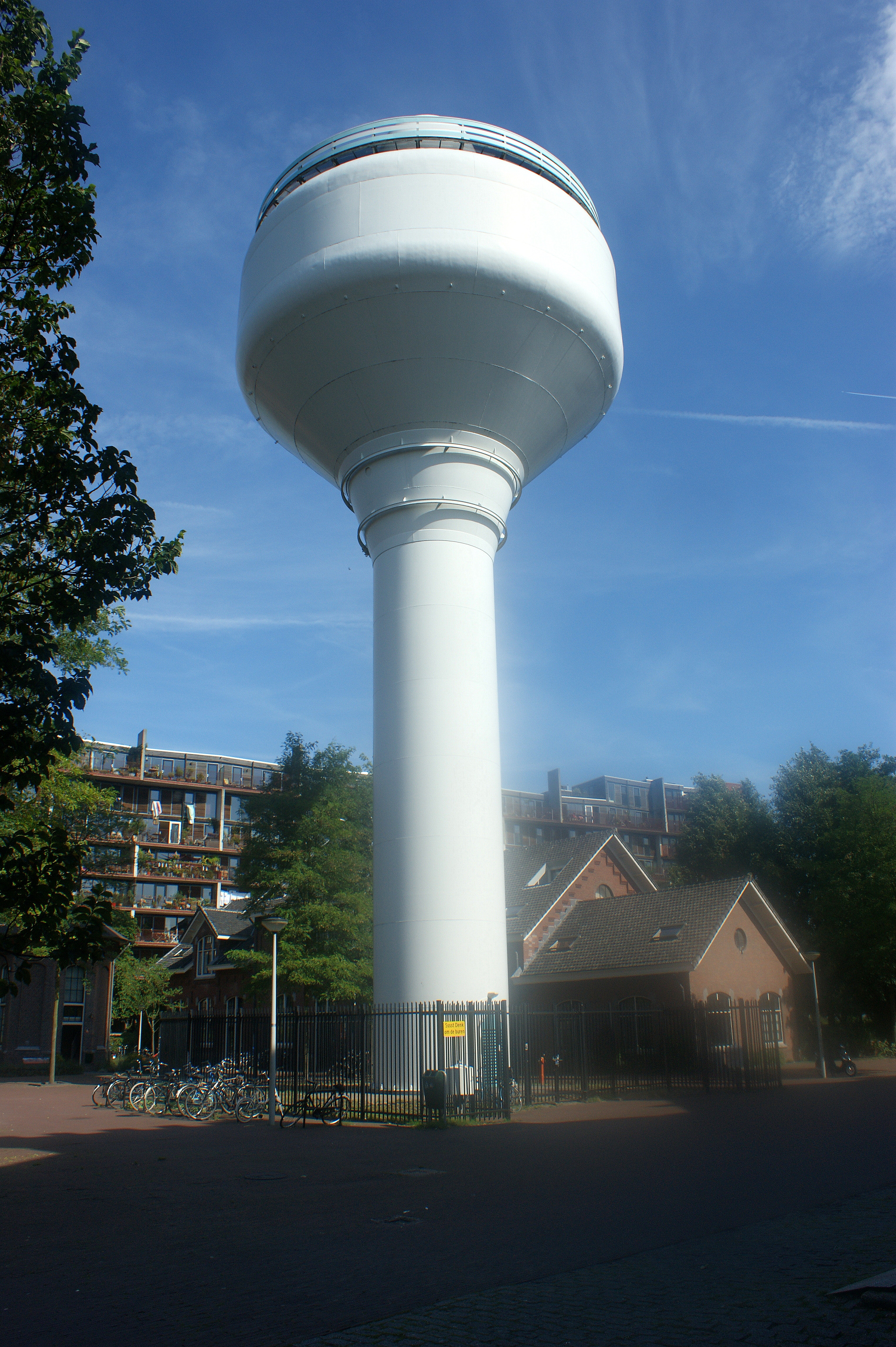
Amsterdam, Waterkeringweg (Nederland)
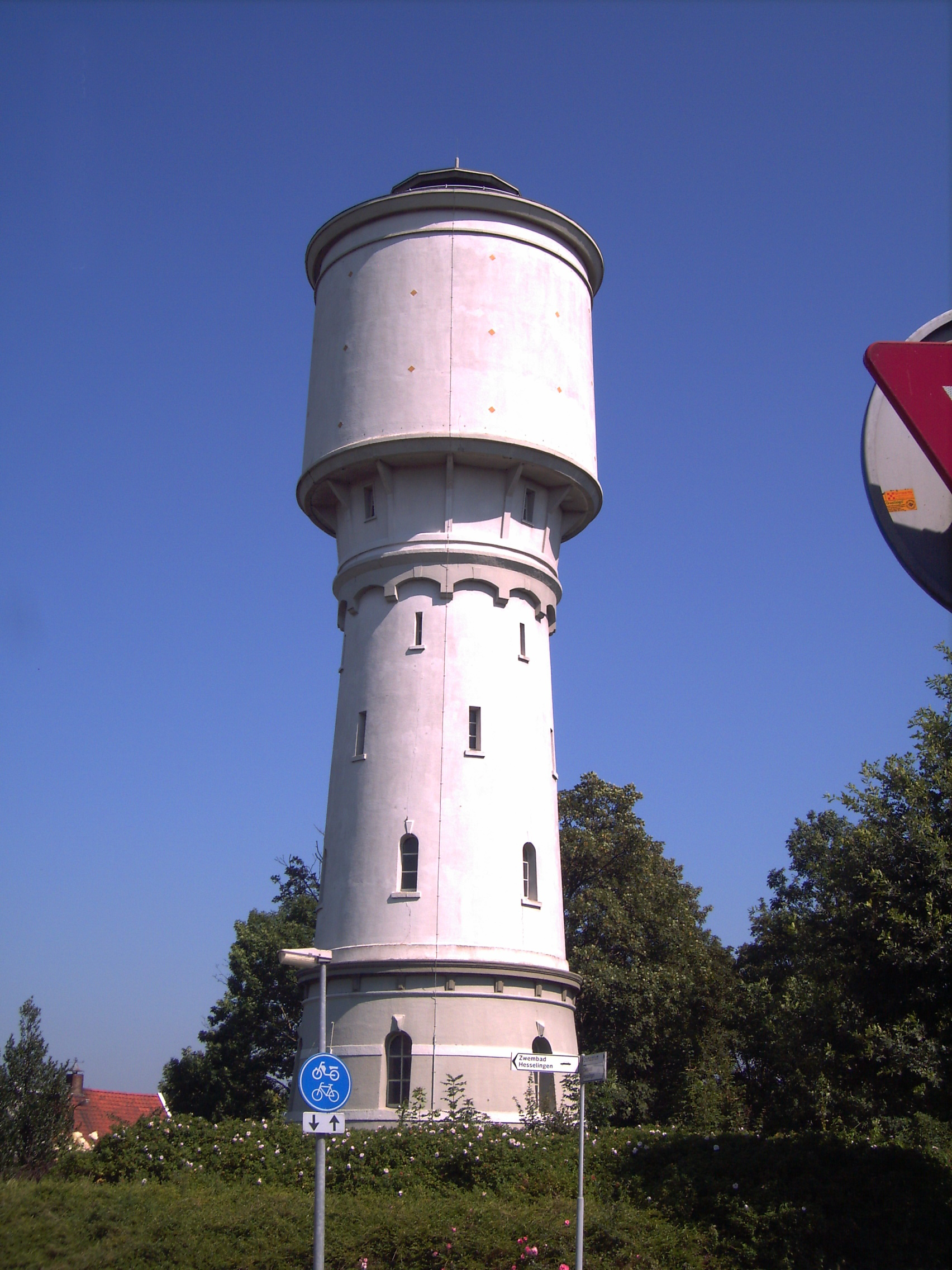
Meppel (Nederland)
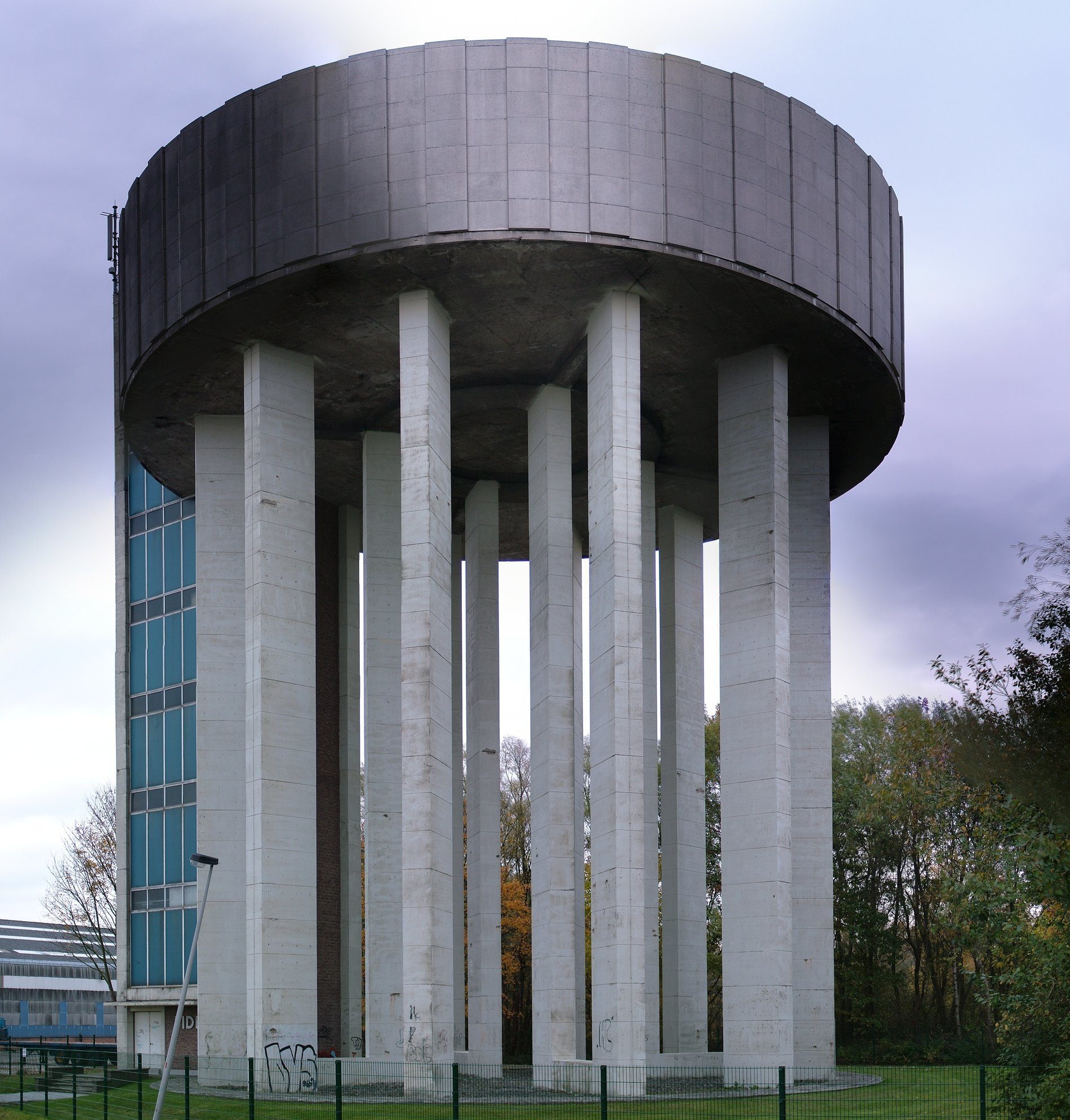
Hemiksem (België)
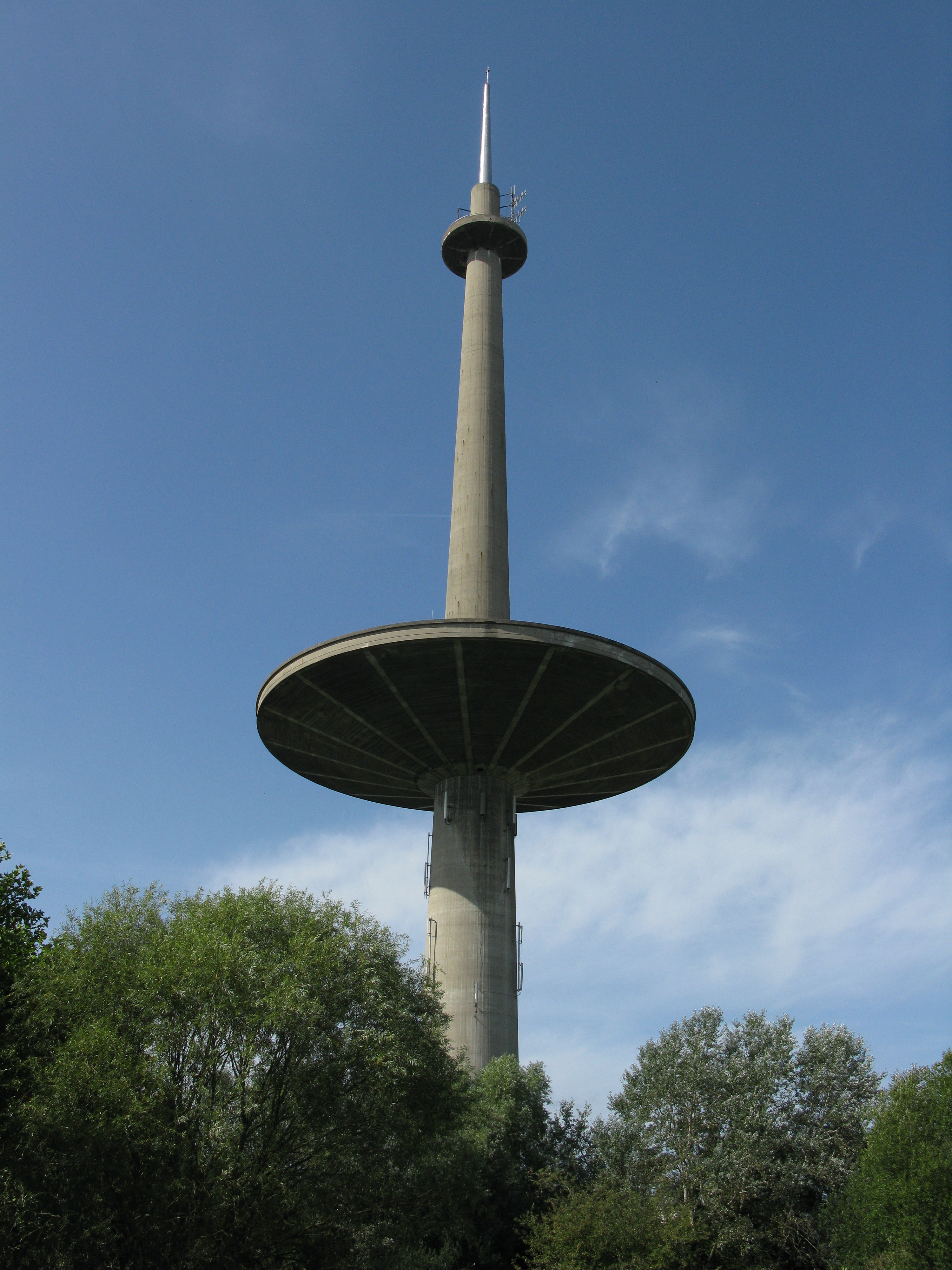
Watertoren (Mechelen-Zuid) (België)
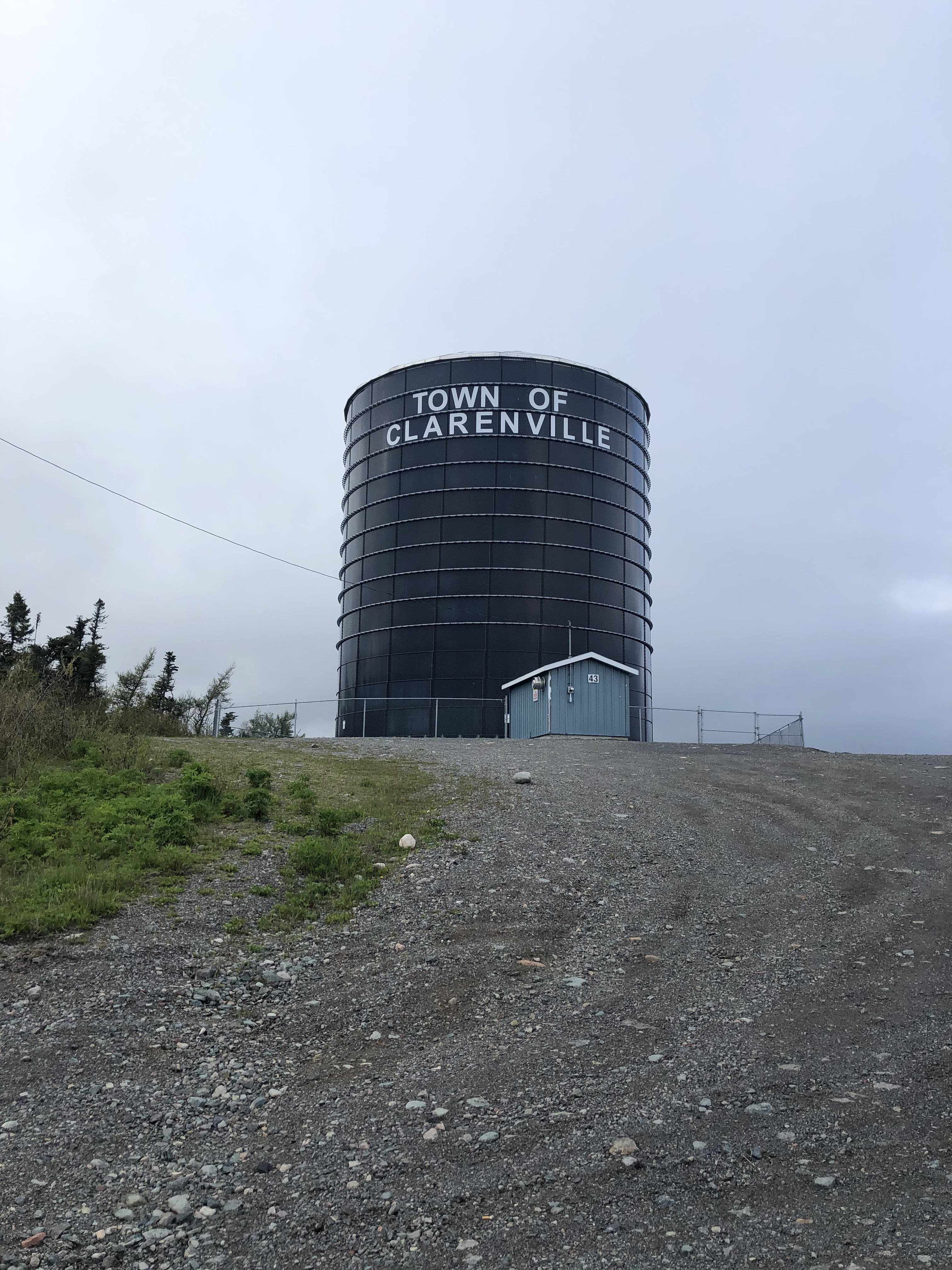
Clarenville (Canada)
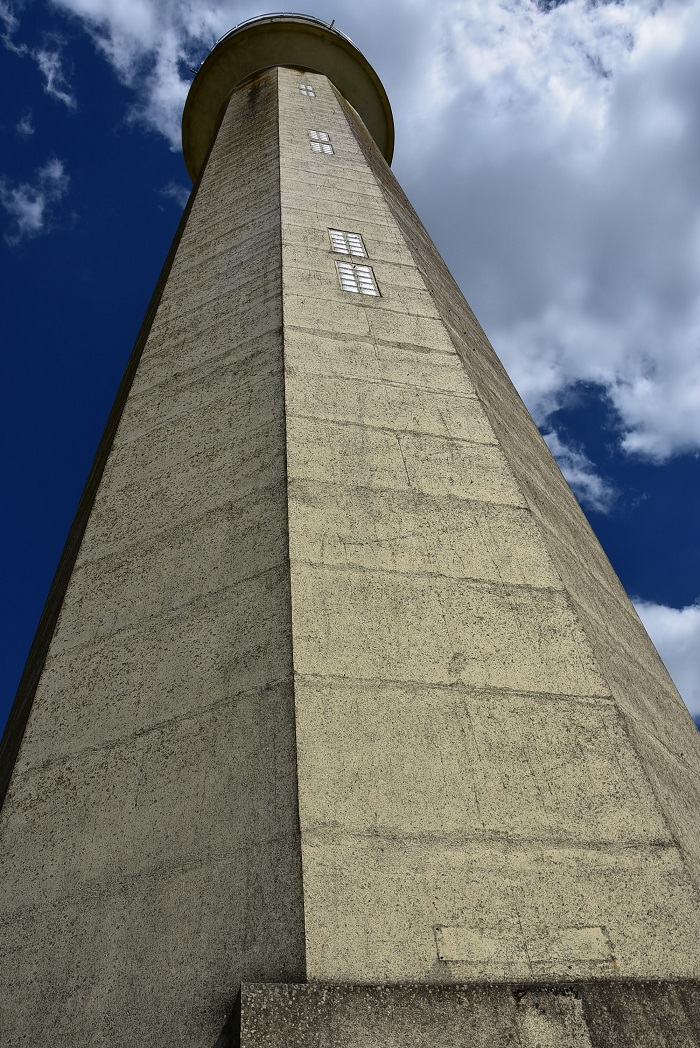
Saint-Christophe-sur-Roc (Frankrijk)